# Déverminage
Le déverminage est une phase préliminaire à la mise en service d'un produit, dans laquelle ses composants sont soumis à des séquences de contraintes thermiques, climatiques, électriques ou mécaniques. Il a pour but d'éliminer les défauts de jeunesse dans une production donnée de cartes ou de composants électroniques,. Ces séquences de vieillissement accéléré sont suivies par des tests de bon fonctionnement permettant de trouver les défaillances de jeunesse d'un système avant son entrée en service (et parfois, avant que le système ne soit lui-même complètement assemblé). Cette procédure consiste à forcer le déclenchement des défaillances liées au rodage du système.
En effet, le rodage est une période durant laquelle la probabilité de défaillance est élevée, comme cela est présenté sur la courbe en baignoire. Si la durée de déverminage est suffisamment longue (et éventuellement accélérée), le système peut être considéré comme suffisamment fiable et déchargé d'une grande part des risques de défaut de jeunesse une fois cette procédure achevée.
En théorie, tout composant peu fiable devrait générer une défaillance durant le déverminage, permettant ainsi son remplacement afin de prévenir les défauts prématurés, les défauts de jeunesse ou tout autre défaut latent.

## Types de déverminage

### Déverminage statique
Au cours du déverminage statique, le produit est soumis à des séquences de contraintes thermiques, climatiques, électriques ou mécaniques, sans que le boitier électronique soit excité (sans appliquer de signaux d'entrée). Il s'agit d'un test accéléré de durée de vie, simple et peu coûteux. Cependant, ce test n'active pas l'intégralité du produit, ce qui ne donne pas une vision de la fiabilité de tous ses composants.

### Déverminage dynamique
Au cours du déverminage dynamique, le produit est soumis à des séquences de contraintes thermiques, climatiques, électriques ou mécaniques, alors que le boitier est fonctionnel (sous tension) et excité (des signaux d'entrée sont appliqués). De plus, il est courant de surveiller le bon fonctionnement du produit pendant les séquences, c'est-à-dire ses signaux de sorties. Ce test est plus coûteux que celui du déverminage statique, mais il a une meilleure efficacité.

## Méthodologie HALT/HASS
Les tests HALT (Highly Accelerated Life Test) ne sont pas à proprement parler des tests de déverminage. Ils consistent en une suite de tests environnementaux, durant la phase de conception du produit. Ces tests de vieillissement accéléré sont au-delà de la spécification environnementale du produit. Ils conduisent à la défaillance du produit pour en détecter des défauts et faiblesses de conception. Il s'ensuit la modification du design de ces points faibles, pour rendre le produit plus robuste,.
Les tests HALT sont progressifs : les contraintes environnementales sont appliquées de façon de plus en plus sévère, jusqu'à la défaillance du produit. Il s'agit le plus couramment de variations thermiques rapides cumulées à des vibrations. Pendant ces tests, le produit sous test est surveillé en permanence pour repérer les défaillances,.
En production, lors de la phase de déverminage HASS (highly accelerated stress screen), les produits sont soumis à des conditions environnementales à des niveaux de sévérités découlant des essais HALT. En effet, les niveaux de sévérité environnementale doivent être supérieurs aux limites de fonctionnement du produit, mais inférieurs aux limites de destruction. Ce niveau de destruction est identifié par les essais HALT.
Alors que les essais HALT ont mis en évidence les faiblesses de conception, les essais HASS mettent en évidence des défauts liés au process de fabrication.
Les tests HALT et HASS sont dénommés « essais aggravés » (ou AST en anglais, pour accelerated stress testing),.